# Saint-Aubin, Essonne
Saint-Aubin là một xã ở tỉnh Essonne thuộc vùng Île-de-France miền bắc nước Pháp.
Theo điều tra dân số năm 1999, dân số xã này là 694 người. Ước tính dân số năm 2007 là 641.
Danh xưng cư dân địa phương Saint-Aubin trong tiếng Pháp là Saint-Aubinois.